# UFC on Fox: dos Anjos vs. Cerrone 2
UFC on Fox: dos Anjos vs. Cerrone 2 var en MMA-gala som arrangerades av Ultimate Fighting Championship och ägde rum 19 december 2015 i Orlando i USA. 

## Resultat
1. ↑  Titelmatch i lättvikt.
2. ↑  Catchweight 150,5 lbs.'"`UNIQ--ref-00000005-QINU`"'